# Kiedy nadejdzie wrzesień
Kiedy nadejdzie wrzesień (ang. Come September) – amerykańska komedia romantyczna z 1961 roku w reżyserii Roberta Mulligana.

## Fabuła
Bogaty amerykański przedsiębiorca Robert Talbot raz do roku, we wrześniu, przyjeżdża na wakacje do swojej posiadłości na włoskim wybrzeżu. Od sześciu lat spędza ten czas ze swoją włoską sympatią, Lisą Fellini, która liczyła na to, że kochanek się z nią ożeni. Ponieważ Robert nie kwapi się z oświadczynami, Lisa decyduje się wyjść za innego - statecznego Anglika, Spencera. Kiedy Talbot dzwoni do niej w lipcu, że zmienił plany i przyjeżdża dwa miesiące wcześniej niż zwykle, Lisa jest właśnie w trakcie przygotowań do ślubu ze Spencerem. Kolejny raz ulega jednak urokowi Roberta i wyrusza do jego willi. 
Wcześniejszy niż zwykle przyjazd Talbota wywołuje wielkie zamieszanie w rezydencji. Okazuje się bowiem, że pod nieobecność pana domu, przez 11 miesięcy w roku obrotny majordomus Maurice Clavell prowadzi tam luksusowy hotel "La Dolce Vista", czerpiąc z tego przyzwoite dochody. W chwili przyjazdu Talbota gości w nim grupa amerykańskich studentek pod opieką surowej nauczycielki Margaret Allison. Maurice próbuje różnych kłamstw, ale prawda wychodzi na jaw. Oburzony Talbot nakazuje przybyszkom opuszczenie "hotelu" następnego dnia, by móc w spokoju korzystać ze wspólnych chwil z Lisą. Tuż przed odjazdem pani Allison tak niefortunnie upada, że musi zostać parę dni w szpitalu, a dziewczęta - chcąc nie chcąc - korzystać nadal z gościnności milionera. Kiedy okazuje się, że tuż za murami rezydencji rozbili namiot czterej amerykańscy studenci, którym dziewczęta wpadły w oko, zaniepokojony Talbot postanawia nie spuszczać dziewczyn z oka. Uważa, że dopóki przebywają pod jego dachem, jest za nie odpowiedzialny. Przekonuje je więc, by dla własnego dobra nie ulegały zbyt szybko mężczyznom. Jedna z nich, Sandy, powtarza te rady Lisie, która postanawia wyciągnąć z nich wnioski dla siebie. Decyduje się wyjechać. Z kolei Robert odbywa poważną rozmowę z jednym ze studentów, Tonym, który zakochał się w Sandy. Słowa chłopaka uświadamiają mu, że może na zawsze stracić Lisę. Próbując naprawić swój błąd, napotyka szereg przeszkód.

## Obsada
- Rock Hudson
- Gina Lollobrigida
- Sandra Dee
- Bobby Darin
- Walter Slezak
- Brenda De Banzie
- Rosanna Rory
- Ronald Howard
- Joel Grey
- Ronnie Haran
- Chris Seitz
- Cindy Conroy
- Joan Freeman
- Nancy Anderson
- Michael Eden
- Claudia Brack
- Liliana Celli
- Robert De Bernardis
- Liana Del Balzo
- Charles Fawcett
- Betty Foa
- Katherine Guilford
- Franco Leasi
- Anna Maestri
- Edy Nogara
- Christopher Seitz
- Milko Skofic Jr.
- John Stacy
- Helen Stirling
- Francesco Tensi
- Stella Vitelleschi
- Milena Vukotic

## Produkcja
Zdjęcia kręcono w Portofino i Santa Margherita Ligure (prowincja Genua), a także w Rzymie i Mediolanie.